# Matija Belić
Matija Belić (in serbo Матија Белић?; Belgrado, 16 maggio 2003) è un cestista serbo.

## Carriera

### Nazionale
Con la nazionale under-19 serba ha partecipato ai Mondiali di categoria del 2021, conclusi al quarto posto finale.